# Марбургский диспут

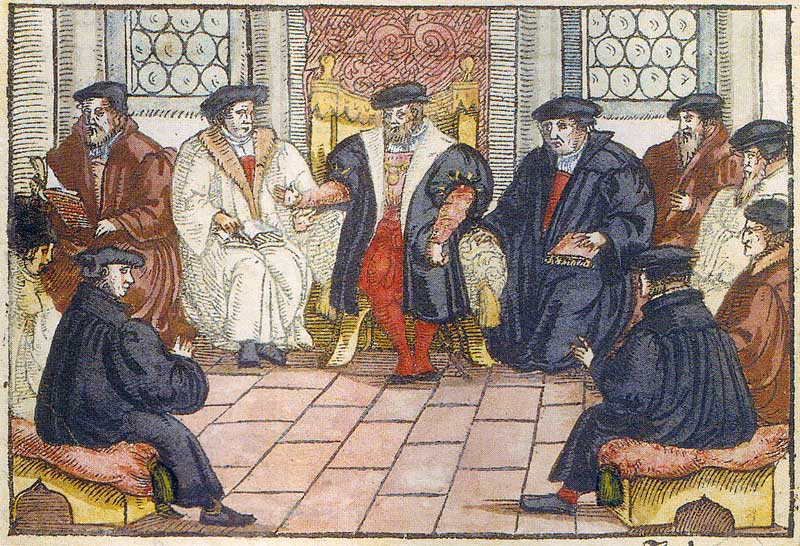
Марбургский диспут. Анонимная гравюра на дереве (1557)

Ма́рбургский ди́спут  (нем. Marburger Religionsgespräche) — первое значимое событие в ряду сложных взаимоотношений между лютеранами и реформатами; был устроен стараниями гессенского правителя Филиппа между Лютером и Цвингли в городе Марбург (ландграфство Гессен).

## Предыстория
Незадолго перед тем Карл V, заключив мир с папой и Францией (14 января 1526), получил возможность сосредоточить своё внимание на германских делах, и уже на шпейерском сейме (1526) стало ясно, что протестантам нужно быть готовыми к борьбе за свободу совести. Ввиду этого ландграф Гессенский хотел устроить союз немецких протестантов со швейцарскими. Главным препятствием к этому было разногласие по некоторым пунктам вероучения. Ландграф надеялся, что личный обмен взглядами между Лютером и Цвингли относительно таинства Евхаристии, бывшего важнейшим предметом спора, приведёт к соглашению между ними.
Цвингли охотно согласился на приглашение приехать на диспут; но Лютер и Меланхтон отправились в Марбург против своего желания. Приехали туда и многие другие богословы (Иоганн Агрикола, Иоганн Бренц, Мартин Буцер, Юстус Йонас, Иоганн Эколампадий, Андреас Озиандер и другие), а также и светские лица. Диспутом были заинтересованы все, так как цвинглианство было тогда сильно распространено по всей Швабии.

## Диспут
Диспут начался 2 октября 1529 г. и продолжался три дня, но не привёл к ожидаемым результатам. С самого начала прений Лютер написал мелом перед собой на столе слова Евангелия: «Сие есть тело Моё», и твёрдо стоял за необходимость так и понимать их, без всяких толкований и уклонений.
По окончании диспута Филипп Гессенский убеждал обе стороны, чтобы они жили в мире, как братья. Цвингли высказал полное согласие с этим, но Лютер и тут проявил свою обычную религиозную нетерпимость, резко отвергнув предложение. Лютер даже отказался пожать протянутую Цвингли руку, заявив, что не может воспринимать Цвингли ни как единоверца, ни как брата, а только как представителя грешного человеческого рода.